# Kai Havertz
Kai Lukas Havertz (sinh ngày 11 tháng 6 năm 1999) là một cầu thủ bóng đá chuyên nghiệp người Đức hiện đang thi đấu ở vị trí tiền vệ tấn công hoặc tiền đạo cho câu lạc bộ Premier League Arsenal và đội tuyển bóng đá quốc gia Đức.
Kể từ khi ra mắt cho Bayer Leverkusen vào năm 2016, anh trở thành cầu thủ trẻ nhất từng ra mắt câu lạc bộ tại Bundesliga và trở thành cầu thủ ghi bàn trẻ nhất của họ khi có bàn thắng đầu tiên vào năm 2017. Anh cũng là cầu thủ trẻ nhất đạt được cột mốc 50 và 100 lần ra sân ở giải đấu hàng đầu nước Đức. Tại Chelsea, anh đã giành chức vô địch UEFA Champions League 2020–21, ghi bàn thắng duy nhất trong trận chung kết gặp Manchester City. Năm 2023, anh chuyển sang khoác áo cho Arsenal.
Sau khi khoác áo cho Đức ở nhiều cấp độ trẻ khác nhau, Havertz có trận ra mắt đội tuyển quốc gia vào tháng 9 năm 2018, trở thành cầu thủ đầu tiên sinh năm 1999 thi đấu cho đội tuyển quốc gia. Anh đại diện cho Đức tại hai kỳ UEFA Euro (2020 và 2024) và FIFA World Cup 2022.

## Đầu đời
Havertz sinh ra ở Aachen, North Rhine-Westphalia và lớn lên ở Mariadorf, quận Alsdorf. Sau đó, gia đình anh chuyển về Aachen. Cha anh là một cảnh sát và mẹ anh là một luật sư.

## Sự nghiệp câu lạc bộ

### Bayer Leverkusen
Havertz tới đội bóng Alemannia Mariadorf khi mới 4 tuổi, nơi ông nội của anh, Richard, là chủ tịch của câu lạc bộ này. Năm 2009, anh gia nhập học viện Alemannia Aachen ở Bundesliga và chỉ học một năm trong trước khi tới Bayer Leverkusen ở tuổi 11. Trong những năm sau, anh đã phải vượt qua những thử thách liên quan đến sự phát triển vượt bậc. Năm 2016, sau khi ghi được 18 bàn thắng cho U-17 Bayer Leverkusen, anh ấy đã được trao huy chương bạc giải Fritz Walter trước khi gia nhập đội một Bayer Leverkusen vào năm sau.

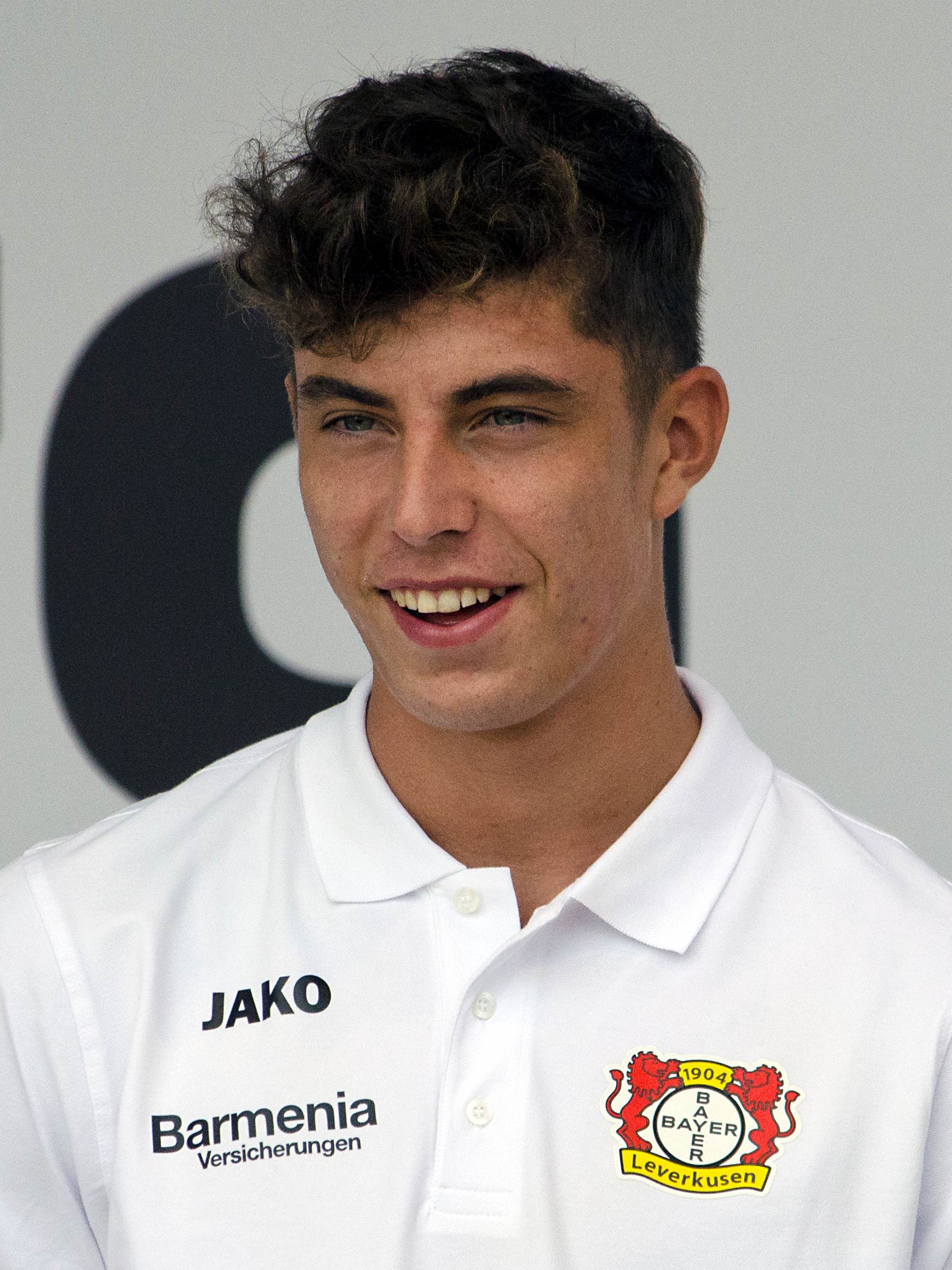
Havertz với Bayer Leverkusen vào năm 2018

Havertz có trận ra mắt Bayer Leverkusen ở Bundesliga vào ngày 15 tháng 10 năm 2016, vào sân thay cho Charles Aránguiz ở hiệp hai trong trận thua 1–2 trước Werder Bremen. Khi bước vào sân thi đấu, anh đã trở thành cầu thủ trẻ nhất ra mắt ở Bundesliga, ở tuổi 17, 126 ngày, mặc dù kỷ lục của Kai Havertz bị Florian Wirtz phá vỡ vào năm 2020, ở tuổi 17, 111 ngày. Ngày 21 tháng 2 năm 2017, anh đã được trao suất đá chính đầu tiên trong trận gặp Atlético Madrid ở lượt đi vòng 16 đội Champions League khi đồng đội Hakan Çalhanoğlu đang thực thi án treo giò. Tuy nhiên, Havertz vắng mắt trong trận lượt về vào tháng 3, vì bận làm kiểm tra ở trường học. Anh đã có bàn thắng đầu tiên cho câu lạc bộ vào ngày 2 tháng 4, ghi bàn gỡ hòa muộn trong trận hòa 3–3 trước VfL Wolfsburg. Khi làm được điều đó, Havertz đã phá vỡ một kỷ lục khác của câu lạc bộ để trở thành cầu thủ trẻ nhất ghi nhiều bàn cho Leverkusen, ở tuổi 17. Với tổng cộng, anh có 28 lần ra sân trên mọi đấu trường và ghi được 4 bàn thắng, trong đó có một cú đúp vào lưới Hertha BSC vào ngày cuối cùng của mùa giải, khi Leverkusen kết thúc mùa giải ở vị trí thứ 12.
Ngày 14 tháng 4 năm 2018, Havertz trở thành cầu thủ trẻ nhất đạt cột mốc 50 trận tại Bundesliga ở tuổi 18, 307 ngày và phá vỡ kỷ lục mà Timo Werner đang nắm giữ trước đó. Anh tiếp tục thi đấu cho đến hết mùa giải thứ hai của mình ở câu lạc bộ. Với tổng cộng, và ghi 3 bàn thắng sau 30 lần ra sân cho Leverkusen, họ đứng vị trí thứ năm ở Bundesliga.
Havertz tiếp tục gây ấn tượng trong mùa giải tiếp theo, bất chấp Leverkusen ban đầu gặp khó khăn ở giải đấu, và vào thời điểm giữa mùa giải là cầu thủ duy nhất đá chính mọi trận đấu cho câu lạc bộ, ghi được sáu bàn thắng trong suốt thời gian đó. Ngày 20 tháng 9 năm 2018, Havertz đã ghi bàn thắng đầu tiên trong số hai bàn tại đấu trường châu Âu, trong chiến thắng 3–2 trước Ludogorets Razgrad ở UEFA Europa League 2018–19. Ngày 26 tháng 1 năm 2019, anh ghi bàn từ chấm phạt đền cho Leverkusen trong chiến thắng 3–0 trước Wolfsburg. Khi làm điều này, anh trở thành cầu thủ trẻ nhất làm được điều này ở tuổi 19, 7 tháng và 16 ngày. Tháng sau, anh trở thành cầu thủ trẻ thứ hai đạt cột mốc 75 trận tại Bundesliga, sau Julian Draxler, khi anh đá chính và ghi bàn trong chiến thắng 2–0 trước Fortuna Düsseldorf. Ngày 13 tháng 4, anh ghi bàn trong lần ra sân thứ 100 cho Leverkusen để giúp đội bóng giành chiến thắng 1–0 trước Stuttgart. Đây là thắng thứ 13 của Havertz trong mùa giải, cũng chứng kiến anh trở thành cầu thủ trẻ nhất kể từ cựu cầu thủ Stuttgart, Horst Köppel, người đã ghi 13 bàn thắng ở mùa giải 1967–68. Ngày 5 tháng 5, anh ghi bàn thắng thứ 15 tại Bundesliga, trong chiến thắng 6–1 trước Eintracht Frankfurt; trận đấu này mà lần đầu chứng kiến bảy bàn thắng được ghi trong hiệp một của một trận đấu tại giải đấu. Ngày cuối của mùa giải, anh trở thành cầu thủ trẻ ghi nhiều bàn nhất trong một mùa giải sau khi ghi bàn mở tỷ số cho Leverkusen trong chiến thắng 5–1 trước Hertha BSC và là bàn thắng thứ 17. Anh được xếp thứ hai sau Marco Reus trong giải thưởng Cầu thủ xuất sắc nhất năm của bóng đá Đức, chỉ thua 37 phiếu bầu
Ngày khai mạc mùa giải 2019–20, Havertz ghi bàn trong chiến thắng 3–2 của Leverkusen trước Paderborn và trở thành cầu thủ trẻ thứ hai mọi thời đại sau Köppel ghi được 25 bàn thắng tại Bundesliga. Tháng 12, ở tuổi 20 tuổi, 6 tháng và 4 ngày, anh phá vỡ kỷ lục của Timo Werner để trở thành cầu thủ trẻ nhất đạt được cột mốc 100 trận tại Bundesliga khi anh đá chính cho Bayer Leverkusen trong trận thua 0–2 trước Köln. Tại UEFA Europa League 2019–20, Havertz ghi bàn trong cả hai lượt trận đấu gặp Porto ở vòng 32, sau đó anh ghi bàn trong trận thua 1–2 trước Inter Milan ở vòng tứ kết.

### Chelsea

#### Mùa giải 2020–21

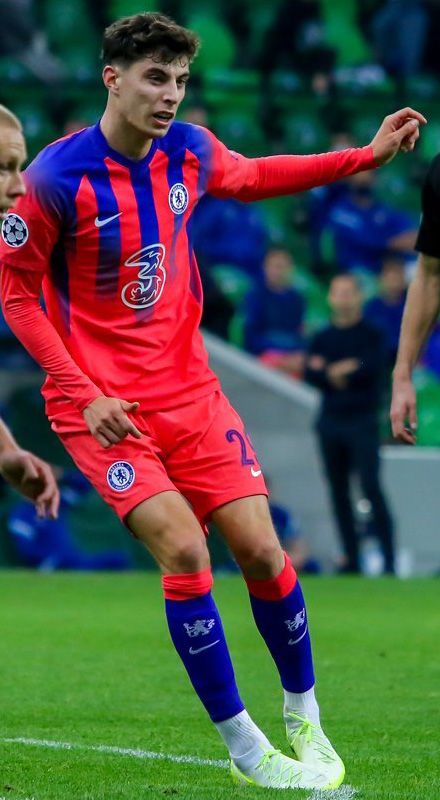
Havertz trong màu áo Chelsea năm 2020

Ngày 4 tháng 9 năm 2020, Havertz ký hợp đồng 5 năm với câu lạc bộ Chelsea tại Premier League. Với bản hợp đồng này có giá trị ban đầu là 62 triệu bảng, có thể tăng lên tới 71 triệu bảng với các khoản bổ sung, khiến cầu thủ này trở thành bản hợp đồng đắt giá thứ hai của Chelsea sau Kepa Arrizabalaga. Anh có trận ra mắt Chelsea vào ngày 14 tháng 9, trong trận mở màn Premier League gặp Brighton & Hove Albion, trận đấu này kết thúc với chiến thắng 3–1 trên sân khách. Ngày 23 tháng 9, Havertz lập hat-trick đầu tiên trong sự nghiệp và bàn thắng đầu tiên cho Chelsea trong chiến thắng 6–0 trên sân nhà trước Barnsley ở vòng ba EFL Cup. Anh có bàn thắng đầu tiên tại Premier League vào ngày 17 tháng 10, trong trận hòa 3–3 trên sân nhà trước Southampton. Ngày 4 tháng 11 năm 2020, có thông tin tiết lộ rằng Havertz đã có kết quả xét nghiệm dương tính với COVID-19.
Ngày 29 tháng 5 năm 2021, Havertz ghi bàn thắng duy nhất trong trận Chung kết UEFA Champions League 2021. Đó là bàn thắng đầu tiên của anh tại UEFA Champions League khi Chelsea đánh bại đội bóng đồng hương Manchester City để giành chức vô địch giải đấu này lần thứ hai trong lịch sử câu lạc bộ.

#### Mùa giải 2021–22
Ngày 11 tháng 8 năm 2021, Havertz cùng đội bóng Chelsea giành chức vô địch Siêu cúp UEFA khi họ đánh bại Villarreal trên chấm phạt đền ở trận chung kết, mặc dù anh đá hỏng quả phạt đền. Ngày 28 tháng 8, anh ghi bàn thắng đầu tiên trong mùa giải khi đội bóng cầm 1–1 trước Liverpool.
Ngày 12 tháng 2 năm 2022, Havertz ghi bàn trên chấm phạt đền ở phút thứ 117 ở trận chung kết FIFA Club World Cup 2021, trận đấu này kết thúc với chiến thắng 2–1 trước Palmeiras.

#### Mùa giải 2022–23
Ngày 3 tháng 9 năm 2022, Havertz ghi bàn ấn định chiến thắng 2–1 trên sân nhà trước West Ham United và là bàn thắng đầu tiên trong mùa giải 2022–23. Ngày 25 tháng 10, anh ghi bàn thắng quyết định trong chiến thắng 2–1 trước Red Bull Salzburg, giúp Chelsea lọt vào vòng loại trực tiếp.

### Arsenal
Ngày 28 tháng 6 năm 2023, Havertz đặt bút ký hợp đồng với câu lạc bộ Arsenal, với điều khoản trị giá 65 triệu bảng. Anh ra mắt cho Arsenal vào ngày 13 tháng 7 trong trận hòa 1-1 trước mùa giải với 1. FC Nürnberg. Sáu ngày sau, Havertz ghi bàn thứ năm cho Arsenal trong chiến thắng 5–0 ở MLS All-Star Game 2023 trước đội MLS All-Star. Vào ngày 6 tháng 8, anh giành danh hiệu đầu tiên với câu lạc bộ khi giành chức vô địch FA Community Shield, sau khi Arsenal đánh bại Manchester City với tỷ số 4–1 trên chấm luân lưu. Vào ngày 30 tháng 9, Havertz ghi bàn thắng đầu tiên cho Arsenal thông qua một quả phạt đền trong chiến thắng 4–0 trước Bournemouth.

## Đội tuyển quốc gia

### Đội tuyển trẻ
Havertz có trận ra mắt U16 Đức vào ngày 11 tháng 11 năm 2014, đá chính trong trận giao hữu gặp Cộng hòa Séc trước khi rời sân ở phút thứ 57. Trận đấu này kết thúc với chiến thắng 3–1 của họ.
Havertz được triệu tập vào U-17 Đức tham dự Giải vô địch U17 châu Âu 2016. Anh đã có 5 lần ra sân cho đội tuyển, chỉ ghi một bàn thắng trước khi họ bị Tây Ban Nha loại ở bán kết.
Sau 15 tháng vắng mặt tại các giải trẻ quốc tế, Havertz đã có trận ra mắt cho U19 Đức vào ngày 31 tháng 8 năm 2017 trong trận giao hữu gặp Thụy Sĩ, vào sân ở phút thứ 72 thay cho Palkó Dárdai. Tuy nhiên, trận đấu này kết thúc với hoà 0–0. Ngày 4 tháng 10 năm 2017, trong lần ra sân thứ ba cho U-17 Đức, anh ghi bốn bàn trong chiến thắng 5–1 trước đối thủ Belarus ở vòng đầu tiên của vòng loại Giải vô địch U19 châu Âu. Sau đó, anh được bổ nhiệm làm đội trưởng của U-17 Đức.

### Đội tuyển quốc gia
Ngày 29 tháng 8 năm 2018, Havertz lần đầu được huấn luyện viên Joachim Löw gọi lên đội tuyển quốc gia Đức. Anh được triệu tập vào đội tuyển ia Đức chuẩn bị cho trận đấu tại UEFA Nations League, gặp Pháp và trận giao hữu gặp Peru. Havertz có trận ra mắt quốc tế vào ngày 9 tháng 9 năm 2018, vào sân thay cho Timo Werner ở phút 88 trong trận gặp Peru, trận đấu này kết thúc với chiến thắng 2–1 của Đức trên sân nhà. Ngay khi ra mắt, anh trở thành cầu thủ đầu tiên sinh năm 1999 khoác áo cho đội tuyển quốc gia.
Ngày 19 tháng 5 năm 2021, anh được gọi lên đội tuyển Đức tham dự UEFA Euro 2020. Ngày 19 tháng 6 năm 2021, anh ghi bàn thắng thứ ba cho Đức ở phút thứ 51 trong chiến thắng 4–2 trước Bồ Đào Nha tại giải đấu này. Anh đã ghi một bàn thắng trong trận hoà 2–2 trước Hungary ở trận cuối của vòng bảng, chứng kiến đội tuyển Đức lọt vòng loại trực tiếp.
Tháng 11 năm 2022, Havertz có tên trong danh sách cuối cùng của đội tuyển Đức tham dự FIFA World Cup 2022 tại Qatar. Ngày 1 tháng 12, anh lập một cú đúp trong chiến thắng 4–2 trước Costa Rica; tuy nhiên, Đức vẫn bị loại ngay từ vòng bảng giải đấu với vị trí thứ 3.

## Phong cách chơi bóng
Havertz được đánh giá là một tiền vệ thuận hai chân và có năng khiếu về kỹ thuật, thoải mái với bóng trên hai chân và lão luyện bằng đầu. Trong những năm đầu tiên chơi bóng, anh được so sánh phong cách thi đấu giống với đồng hương Mesut Özil, với chính Havertz thừa nhận tiền vệ của Arsenal là một cầu thủ mà anh ngưỡng mộ. Ở tuổi 19 và sau rất nhiều màn trình diễn ấn tượng tại Bundesliga, anh còn được ví với các cầu thủ khác như Michael Ballack, Toni Kroos và Arturo Vidal. Với phương tiện truyền thông Đức, họ mô tả anh như một sự pha trộn của rất nhiều danh thủ bóng đá khác nhau, ví như một Alleskönner - một cầu thủ có thể làm mọi thứ. Điểm mạnh nữa của Havertz là khả năng chuyền bóng, biết cách ghi bàn, giỏi không chiến và rất nhanh.
Danh thủ Rudi Völler nhận xét về Havertz là cầu thủ xuất sắc nhất trong lịch sử của Bayer Leverkusen. Còn huyền thoại Lothar Matthäus nhận xét: "Cậu ấy chơi bóng đầy khát khao, chơi một cách thoải mái, cậu ấy cực nhanh, có thể ghi bàn, đóng góp vào lối chơi, hết mình vì đội bóng, và cậu ấy còn quá trẻ".

## Thống kê sự nghiệp

### Câu lạc bộ
Tính đến 19 tháng 5 năm 2024
| Câu lạc bộ          | Mùa giải            | Giải đấu            | Giải đấu | Giải đấu | Cúp Quốc gia | Cúp Quốc gia | Cúp Liên đoàn | Cúp Liên đoàn | Châu Âu | Châu Âu | Khác | Khác | Tổng cộng | Tổng cộng |
| Câu lạc bộ          | Mùa giải            | Hạng                | Trận     | Bàn      | Trận         | Bàn          | Trận          | Bàn           | Trận    | Bàn     | Trận | Bàn  | Trận      | Bàn       |
| ------------------- | ------------------- | ------------------- | -------- | -------- | ------------ | ------------ | ------------- | ------------- | ------- | ------- | ---- | ---- | --------- | --------- |
| Bayer Leverkusen    | 2016–17             | Bundesliga          | 24       | 4        | 1            | 0            | —             | —             | 3       | 0       | —    | —    | 28        | 4         |
| Bayer Leverkusen    | 2017–18             | Bundesliga          | 30       | 3        | 5            | 1            | —             | —             | —       | —       | —    | —    | 35        | 4         |
| Bayer Leverkusen    | 2018–19             | Bundesliga          | 34       | 17       | 2            | 0            | —             | —             | 6       | 3       | —    | —    | 42        | 20        |
| Bayer Leverkusen    | 2019–20             | Bundesliga          | 30       | 12       | 5            | 2            | —             | —             | 10      | 4       | —    | —    | 45        | 18        |
| Bayer Leverkusen    | Tổng cộng           | Tổng cộng           | 118      | 36       | 13           | 3            | —             | —             | 19      | 7       | —    | —    | 150       | 46        |
| Chelsea             | 2020–21             | Premier League      | 27       | 4        | 5            | 1            | 1             | 3             | 12      | 1       | —    | —    | 45        | 9         |
| Chelsea             | 2021–22             | Premier League      | 29       | 8        | 3            | 0            | 3             | 2             | 9       | 3       | 3    | 1    | 47        | 14        |
| Chelsea             | 2022–23             | Premier League      | 35       | 7        | 1            | 0            | 1             | 0             | 10      | 2       | —    | —    | 47        | 9         |
| Chelsea             | Tổng cộng           | Tổng cộng           | 91       | 19       | 9            | 1            | 5             | 5             | 31      | 6       | 3    | 1    | 139       | 32        |
| Arsenal             | 2023–24             | Premier League      | 37       | 13       | 1            | 0            | 2             | 0             | 10      | 1       | 1    | 0    | 51        | 14        |
| Tổng cộng sự nghiệp | Tổng cộng sự nghiệp | Tổng cộng sự nghiệp | 246      | 68       | 23           | 4            | 7             | 5             | 60      | 14      | 4    | 1    | 340       | 92        |

1. ↑  Bao gồm Cúp bóng đá Đức và Cúp FA.
2. ↑  Bao gồm Cúp Liên đoàn bóng đá Anh.
3. 1 2 3 4 5  Ra sân tại UEFA Champions League.
4. ↑  Ra sân tại UEFA Europa League.
5. ↑  5 lần ra sân tại UEFA Champions League, 5 lần ra sân và ghi 4 bàn thắng tại UEFA Europa League.
6. ↑  Ra sân tại UEFA Super Cup, ra sân hai lần và ghi một bàn tại FIFA Club World Cup
7. ↑  Ra sân tại FA Community Shield

### Đội tuyển quốc gia
Tính đến 5 tháng 7 năm 2024
| Đội tuyển quốc gia | Năm       | Trận | Bàn |
| ------------------ | --------- | ---- | --- |
| Đức                | 2018      | 2    | 0   |
| Đức                | 2019      | 5    | 1   |
| Đức                | 2020      | 3    | 1   |
| Đức                | 2021      | 13   | 5   |
| Đức                | 2022      | 10   | 5   |
| Đức                | 2023      | 9    | 2   |
| Đức                | 2024      | 9    | 4   |
| Tổng cộng          | Tổng cộng | 51   | 18  |

Tỷ số và kết quả liệt kê bàn thắng của Đức được để trước và in đậm, cột tỷ số cho biết tỷ số sau mỗi bàn thắng của Havertz.
| #  | Ngày                 | Địa điểm                                                | Đối thủ       | Bàn thắng | Kết quả | Giải đấu                      |
| -- | -------------------- | ------------------------------------------------------- | ------------- | --------- | ------- | ----------------------------- |
| 1  | 9 tháng 10 năm 2019  | Westfalenstadion, Dortmund, Đức                         | Argentina     | 2–0       | 2–2     | Giao hữu                      |
| 2  | 13 tháng 10 năm 2020 | RheinEnergieStadion, Cologne, Đức                       | Thụy Sĩ       | 2–2       | 3–3     | UEFA Nations League 2020–21   |
| 3  | 25 tháng 3 năm 2021  | MSV-Arena, Duisburg, Đức                                | Iceland       | 2–0       | 3–0     | Vòng loại FIFA World Cup 2022 |
| 4  | 19 tháng 6 năm 2021  | Allianz Arena, Munich, Đức                              | Bồ Đào Nha    | 3–1       | 4–2     | UEFA Euro 2020                |
| 5  | 23 tháng 6 năm 2021  | Allianz Arena, Munich, Đức                              | Hungary       | 1–1       | 2–2     | UEFA Euro 2020                |
| 6  | 11 tháng 10 năm 2021 | Toše Proeski Arena, Skopje, Bắc Macedonia               | Bắc Macedonia | 1–0       | 4–0     | Vòng loại FIFA World Cup 2022 |
| 7  | 14 tháng 11 năm 2021 | Sân vận động Cộng hòa Vazgen Sargsyan, Yerevan, Armenia | Armenia       | 1–0       | 4–1     | Vòng loại FIFA World Cup 2022 |
| 8  | 26 tháng 3 năm 2022  | Rhein-Neckar-Arena, Sinsheim, Đức                       | Israel        | 1–0       | 2–0     | Giao hữu                      |
| 9  | 26 tháng 9 năm 2022  | Sân vận động Wembley, London, Anh                       | Anh           | 2–2       | 3–3     | UEFA Nations League 2022–23   |
| 10 | 26 tháng 9 năm 2022  | Sân vận động Wembley, London, Anh                       | Anh           | 3–2       | 3–3     | UEFA Nations League 2022–23   |
| 11 | 1 tháng 12 năm 2022  | Sân vận động Al Bayt, Doha, Qatar                       | Costa Rica    | 2–2       | 4–2     | FIFA World Cup 2022           |
| 12 | 1 tháng 12 năm 2022  | Sân vận động Al Bayt, Doha, Qatar                       | Costa Rica    | 3–2       | 4–2     | FIFA World Cup 2022           |
| 13 | 12 tháng 6 năm 2023  | Weserstadion, Bremen, Đức                               | Ukraina       | 2–3       | 3–3     | Giao hữu                      |
| 14 | 18 tháng 11 năm 2023 | Sân vận động Olympic, Berlin, Đức                       | Thổ Nhĩ Kỳ    | 1–0       | 1–2     | Giao hữu                      |
| 15 | 23 tháng 3 năm 2024  | Parc Olympique Lyonnais, Lyon, Pháp                     | Pháp          | 2–0       | 2–0     | Giao hữu                      |
| 16 | 7 tháng 6 năm 2024   | Borussia-Park, Mönchengladbach, Đức                     | Hy Lạp        | 1–1       | 2–1     | Giao hữu                      |
| 17 | 14 tháng 6 năm 2024  | Allianz Arena, Munich, Đức                              | Scotland      | 3–0       | 5–1     | UEFA Euro 2024                |
| 18 | 29 tháng 6 năm 2024  | Westfalenstadion, Dortmund, Đức                         | Đan Mạch      | 1–0       | 2–0     | UEFA Euro 2024                |

## Danh hiệu

### Câu lạc bộ
Bayer Leverkusen
- DFB-Pokal á quân: 2019–20[81]

Chelsea
- UEFA Champions League: 2020–21[82]
- UEFA Super Cup: 2021[83]
- FIFA Club World Cup: 2021[84]

Arsenal
- FA Community Shield: 2023[85]

### Cá nhân
Các Huy chương
- Huy chương Fritz Walter: Huy chương bạc - 2016 (U17)[86]
- Huy chương Fritz Walter: Huy chương vàng - 2018 (U19)[87]

Khác
- Đội hình Bundesliga của năm: 2018–19[88]
- Cầu thủ xuất sắc nhất tháng của Bundesliga: tháng 4 năm 2019, tháng 5 năm 2019[89]
- Đội hình tiêu biểu UEFA Champions League dành cho cầu thủ đột phá: 2019[90]
- Đội hình đột phá UEFA Champions League: 2019
- Đội hình xuất sắc nhất mùa giải UEFA Europa League : 2019-20